# Height of the Wave
Height of the Wave (coreà: 파고) és una pel·lícula dramàtica sud-coreana del 2019 dirigida per Park Jung-bum.
Es va emetre per primera vegada com a fragment de la sèrie de televisió de TVN Drama Stage. Es va projectar en format cinematogràfic per primera vegada al 20è Festival Internacional de Cinema de Jeonju, concretament el 3 de maig del 2019. Tanmateix, va estrenar-se internacionalment l'agost del mateix any al 72è Festival de Cinema de Locarno, on va guanyar el Premi Especial del Jurat a la secció de Competició Internacional.

## Argument
Just divorciada, l'oficial de policia Yeon-soo és enviada a una illa amb la seva filla. Quan és testimoni de l'estranya relació entre l'orfe Ye-eun i els treballadors de la comunitat hermètica de l'illa, l'aterra.

## Repartiment
- Lee Seung-yeon com a Yeon-soo
- Lee Yeon com a Ye-eun
- Choi Eun-seo
- Park Yeong-deok
- Shin Yeon-sik
- Park Jung-bum
- Ryu Hae-joon com a Seong-dae

## Premis i nominacions
| Any  | Premi                                       | Categoria                | Receptor(s)     | Resultat  | Ref.        |
| ---- | ------------------------------------------- | ------------------------ | --------------- | --------- | ----------- |
| 2019 | Festival Internacional de Cinema de Locarno | Premi especial del jurat | Altura de l'Ona | Guanyador | [ 4 ] [ 6 ] |